# Latrodectus quartus
Pour les articles homonymes, voir Quartus (homonymie).
Espèce
Latrodectus quartus est une espèce d'araignées aranéomorphes de la famille des Theridiidae.

## Distribution
Cette espèce est endémique d'Argentine.

## Publication originale
- Abalos, 1980 : Las arañas del género Latrodectus en la Argentina. Obra del Centenário del Museu de La Plata, vol. 6, p. 29-51.